# Giacomo Nizzolo
Giacomo Nizzolo (født 30. januar 1989) er en italiensk professionel cykelrytter, som kører for Q36.5 Pro Cycling Team. To år i træk, i 2015 og 2016, vandt Nizzolo pointkonkurrencen i Giro d'Italia. Dette har han formået uden at vinde en eneste Grand Tour-etape i karrieren, og blot i Giroen har Nizzolo ni andenpladser og tre tredjepladser.

## Meritter
2009
Trofeo Papa' Cervi
2. etape (TTT), Vuelta a Tenerife
2010
Coppa del Mobilio
2011
5. etape, Bayern Rundt
2. plads, ProRace Berlin
3. plads, Rund um Köln
2012
Samlet og 3. etape, Tour de Wallonie
Pointkonkurrencen og 5. etape, Eneco Tour
3. plads, Vattenfall Cyclassics
5. plads sammenlagt, Ster ZLM Toer
2013
3. og 4. etape, Tour de Luxembourg
2014
3. etape, Tour de San Luis
2. etape, Tour de Wallonie
2015
Gran Premio Nobili Rubinetterie
Pointtrøjen, Giro d'Italia
2016
1. og 3. etape, Kroatien Rundt
Pointtrøjen, Giro d'Italia
Grand Prix du canton d'Argovie
Italiensk mester i landevejcykling
Coppa Bernocchi
Giro del Piemonte
1. etape, Abu Dhabi Tour
2018
7. etape, Vuelta a San Juan
2019
6. etape, Tour of Oman
5. etape, Slovenien Rundt
1. etape, Vuelta a Burgos
2020
5. etape, Tour Down Under
2. etape, Paris-Nice